# محمد معلم حسن
محمد معلم حسن (بالصومالية: maxamed macalin xasan)‏ عالم مسلم ومفسِّر من كبار علماء الصومال، يُعتبر الأب الروحي للصحوة الإسلامية في الصومال والحركات الإسلامية التي تبنت مبدأ الصحوة .

## حياته المبكرة
ولد الشيخ محمد معلم حسن في بادية قرب مدينة بورهكبه في إقليم باي عام 1934م، وتعلم القرآن في الخلوة كعادة الصوماليين وحفظ القرآن وعمره تسع سنوات، مات أبوه وهو صغير ونشأ في بيت أخواله ، ونبع وتعلم الفقه والعربية، ثم سافر إلى الصومال الغربي خاصة في جغجغا وقرأ على مشائخها الفقه والتفسير، وبعدما أنهى الشيخ دراسته للعلوم الشرعية في الحلقات التقليدية ذهب إلى هرجيسا وعاشها مدة من الزمن، ثم زاره الشيخ شريف عبد النور من علماء الصومال الكبار ونصحه أن يذهب  إلى مصر للزيادة من العلم الشرعى.
رحل الشيخ من هرجيسا متَّجها إلى مصر، وبعد رحلة شاقة وطويله عبر السودان وصل إلى مصر عام 1958م، وفور وصوله التحق بالأزهر الشريف، بعد أن اجتاز جميع الاختبارات؛ حيث لم يكن لديه شهادة تؤهله للجامعة. واستغرب الأساتذة والعلماء مكانة الشيخ العلمية في مختلف العلوم والمعارف، وحيوه تحية إجلال واحترام. التحق بجامعة الأزهر وخاصة كلية أصول الدين، ونال منها الإجازة العالية من الأزهر الشريف كما حصل على الدبلوم في التربية من جامعة عين شمس.
في خلال وجوده مصر نهاية الخمسينات وأوائل الستينات عاصر الشيخ محمد معلم بيئة نشطة للصراعات الأيدولوجية وخاصة صراع الأفكار والسياسة حيث تصادمت أفكار حركات كثيرة منها جماعة الإخوان المسلمين التى تأسست عام 1928م على يد الشيخ حسن البنا، وتأثر الشيخ محمد معلم بتلك الدعوة، وخاصة كتب روَّادها أمثال الإمام حسن البنا وسيد قطب وحسن الهضيبى وغيرهم من علماء الإخوان، وكان أغلب علماء الإخوان في السجن وكانت تنظمهم وكتبهم محظورة.

يقول عن حادثة إعدام سيد قطب حسب رواية تلاميذه:
كنت قريبا في مكان وقوع هذه الحادثة ـ أي إعدام سيد قطب ـ حيث كان سكني قريبا من هذا المكان فقد أصابتني صدمة وحيرة ففزعت من هذا الخبر وحزنت منه
شرع الشيخ في تحضير درجة الدكتوراة وكان موضوع رسالته ( الإيمان وأثره في حياة الفرد والمجتمع) وأشرف عليها الشيخ عبد الحليم محمود شيخ الأزهر حيث كان أستاذا له في قسم العقيدة والفلسفة من قبل، إلا أن الشيخ محمد معلم لم يتمكن من إكمال الرسالة.

## نشاطه الدعوي
عاد الشيخ محمد إلى بلاد الصومال وخاصة العاصمة مقديشو في شهر فبراير عام 1968م؛ لتنطلق منها دعوة الشيخ ونشاطه الإسلامي. وصاحَبَ رجوع الشيخ إلى الوطن ظهورُ بعض الجمعيات والمنظمات الإسلامية والاجتماعية ذات الصبغة الدينية والدعوية، وأول هذه المنظمات الرابطة الإسلامية في الصومال بقيادة الشريف محمود شريف عبد الرحمن المشهور بشريف مريا عدي، وتلتها جمعية النهضة الإسلامية، التي شارك في تأسيسها، وكان أغلب الأعضاء رجعوا من الحجاز والقاهرة؛ مثل الشيخ عبد الغني بن الشيخ أحمد، والشيخ إبراهيم صولي، والشيخ محمد أحمد غريري، والشيخ شريف علوي، والشيخ علي بن عبد الرحمن الصوفي وغيرهم.
بدأ نشاط الشيخ الدعوي في مسجد الشيخ عبد القادر المشهور بـ”مقام”؛ حيث عقد حلقة علمية كان يدرس فيها كل يوم تفسير القرآن الكريم، وكان يركز على الجانب التربوي، كما اشتغل بالوعظ والإرشاد وإلقاء المحاضرات المنتظمة في المراكز والنوادي العامة، وفيما بعد انضم إلى وزارة العدل والشئون الدينية، وعين رئيسًا بقسم الشئون الدينية.
وقد كان رجوع الشيخ حين كان عُمر جمهورية الصومال قصيرًا لم يتجاوز ثمانية أعوام بعد استقلالها من الاستعمار، وفي أواخر الحكومة المدنية. وكانت البلاد في ظل فوضى سياسية أدت بعد سنة إلى اغتيال رئيس جمهورية السيد عبد الرشيد علي شرماركي، وتولي العسكر على مقاليد الحكم في 21 أكتوبر عام 1969م، بقيادة اللواء محمد سياد بري وحاولت الحكومة العسكرية الضغط على الشيخ محمد معلم حسن لإيقاف دروسه في التفسير إلا أنه رفض ذلك بشدة

يقول الشيخ محمد معلم عن تلك الفترة: 
عندما جاءت الثورة رحبو بي وقربوني في البداية وعينوني في منصب منسق العام لوزارة الشئون الدينية ولكن بعد ذالك اضطهدوني وأجبروني أن أوقف تدريس التفسير فامتنعت من ذلك 

## السجن
بعد رفضه إيقاف دروسه في التفسير عرضت عليه الحكومة تعيينه سفيرا في الخارج فرفض أيضا، ما أدى إلى اعتقاله وزجه في السجن عام 1976 ، ومكث فيه حتى عام 1984م 

يقول الشيخ محمد معلم عن الفترة التي قضاها في السجن
كانت أيامى في السجن أصعب أيام في حياتى، كانت عادتى أن أرفع الآذان في كل صلاة بعدما قرب وقتها فمنعنى مدير السجن وأعوانه ذالك الآذان وقالوا لى : لا ترفع الآذان مرة اخرى وعندما قلت لهم : إن جميع السجون ترفع آذانهم للصلاة فلماذا تمنعوننى ؟ فقالوا هذا امر من الضباط العليا فألتزم هذا الأمر . فأمتنعت أمرهم فلا طاعة لمخلوق في معصية الخالق . 
وحين سئل عن طريقة معرفته للوقت ذكر الشيخ أنه كان حافظا فيختم القرآن في كل أسبوع مرة واحدة بالطريقة الصومالية المعروفة وعبرها يعرف أن الأسبوع قد إنتهي وكذا الشهر فإنه كان يقرأ في كل يوم جزءاً وبالتالي يختم القرآن في كل شهر مرة واحدة  فيعرف أن الشهر قد إنتهى

يقول المؤرخ الدكتور محمد حسين معلم في مقال له 
تعرفتُ على فضيلة الشيخ محمد معلم حسن رحمه الله بعد إفراجه الأول عام 1982م من السجن، والحق عرفته فاضلاً مناظراً يعتمد على النقل والعقل والحجج الباهرة، وعارفاً بعلم الكلام حق الدراية على طريقة أهله حتى برع فيه، ولكنه كان يحذر طلابه في عدم مضيعة الوقت في تعلمه، بالإضافة إلى ذلك كان متبحراً بالفقه الشافعي متمسكاً به لا يقبل غير المذهب السائد على المنطقة فراراً من الخلاف والفرقة بدون سبب، كان ذا مكانة رفيعة عند عامة الناس

أُفرج عن الشيخ محمد معلم حسن عام 1984 وعاد إلى حلقته وانتظم في دروسه في التفسير، إلا أنه تعرض للضغوط مرة أخرى ورفض الاستجابة لمحاولات إيقاف درسه في التفسير، ما أدى إلى اعتقاله مرة أخرى، يقول الشيخ محمد معلم :
في كل مرة أخرجوني من السجن لا يكلمني  إلا الرئيس محمد سياد بري فيسألني عن أوضاعي وصحتى وأن أترك هذا التفسير فقلت له : يا فخامة الرئيس إذا كنت في السابق رجلاً شجاعاً وذو عزيمة قد أصبحت الآن أشجع من قبل فضحك الرئيس وخلا سبيلي

## الحركات الإسلامية في الصومال
يُعتبر الشيخ محمد معلم الأب الروحي للحركات الإسلامية في الصومال كون روّادها تخرجوا من حلقته العلمية، يقول الدكتور أحمد حاج عبد الرحمن أحد طلبة الشيخ محمد معلم حسن : 
في أواخر الستينيات حوالي 1968 تأسس اتحاد الشباب الإسلامي وكان عبارة عن شباب معظمهم من طلبة الثانويات توَاقين إلى تطبيق الشريعة ، وقد كان لهم مكتب ويقومون بأنشطة من بينها إقامة مظاهرات ومسيرات ينشدون أناشيد باللغتين الصومالية والعربية بعضها قديم وبعضها من تأليفهم، وأغلب الشباب المرتبطين بـ(اتحاد الشباب) ارتبطوا بدروس الشيخ محمد معلم حسن في مسجد( المقام) بمقديشو، درس الشيخ محمد معلم كان يختلف عن المألوف الذي كان في البلاد ، وكان يجمع بين ذكر محاسن الإسلام والرد على الطعون والشبهات الموجهة ضده ويتكلم بلغة العصر، ويقدم الإسلام على أنه منهج حياة 
بدأت الحركات السرية في بداية السبعينيات 1970، 1971، وكانت البداية من حركة (الأهل)، وكانت تهدف جمع الشباب ونشر الدعوة والوصول إلى السلطة واتخذت من وسائلها التشجيع على التعليم، المجلس الثوري الذي حكم البلاد انزعج من هذه الثورة المضادة والتي تتصاعد بوتيرة متسارعة ولم تستطع استيعاب الظاهرة،ومن هنا بدأ الصدام، واشتدت ضراوتها مع إقدام العسكر على تبني أفكار مضادة للتقاليد الإسلامية.

في احتفالات العيد الأول للثورة في أكتوبر 1970م أعلن سياد بري تطبيقه للإشتراكية العلمية معلنا رفضه لمفاهيم الإشتركية العربية والإفريقية والإسلامية، وبعد خمس سنوات من العمل والنشاط الدؤوب لمحاولة تعميق مفهوم الإشتراكية العلمية بلغ هذا الإتجاه ذروته عندما أعلن النظام العسكري عن مساواة المرأة للرجل بما في ذالك الميراث وصدر ذلك رسميا في قانون الأسرة الجديدة رقم 23 الصادر في 1\1\1975م كما نصت المادة 158 من ذالك القانون،  ما فجَّر الأوضاع وزادها احتقانا ، وكان من نتائجه انتفاضة العلماء  وضجّت المنابر برفض هذا القانون، فردّت الحكومة باعتقال عدد منهم وحكمت بإعدام عشرة منهم، يقول الشيخ محمد معلم حسن: 
كان الحدث في يوم الجمعة فجاءني ضابط من المخابرات الصومالية رفيع المستوي وأنا أستعد لأتوضأ لصلاة الجمعة فأخبرني أن الحكومة أمرت أن لا أخرج من بيتي وفي كل مرة هممت أن أخرج لذهاب المسجد يمنعني وبعد مدة وقد ظن الضابط أن عملية اعتقال العلماء في المساجد قد تمت قال لي اذهب الآن فأنت حر فسألته وهو يخرج : لماذا تلعب بي وتمنعني الصلاة والخير ؟ فقال لي صراحة : نريد أن نعتقل علماء السوء الذين عارضوا النظام وتطبيق مساواة النساء للرجال في الميراث وأعرف أنك من أول المعتقلين فأردت أن لا تكون منهم لحبي لك أن تبقي .
فقلت له : لم تجلب لي خيرا فقد منعتني الثواب والجنة . 
يقول الدكتور أحمد حاج عبد الرحمن في مذكراته:
أذكر أننا ذهبنا لزيارة الشيخ محمد إلى بيته وهو مستاء جدا بعد مقتل العلماء وبث إلينا بعض همومه وكان مما قال لنا:( لا أدري ما فائدة البقاء بعد هذا ) والشيخ محمد تحدث عن قانون الأسرة وما أحاط به من أحداث بحكمة تجمع بين الوضوح وعدم الإثارة.
الشيخ محمد معلم –رحمه الله- حدثني أنه حين سجن في المرة الأخيرة وكان سنتان ثم أفرج عنه قابلَنا سياد بري وجلسنا معه مدة ساعة وزيادة فسألته لماذا سجنتني أنا شيخ أعزل لا أملك إلا هذه المسبحة ، ولم أحمل سلاحا ضدك ولم أرتكب جرما بينما رجال آخرون حاربوك وألبوا عليك الجبهات المسلحة ولم تعاملهم هذه المعاملة القاسية هل تقسو عليَّ لأسباب قبلية ؟ فكان مما أجابني به : يا شيخ محمد احمد الله أنك ما زلت على قيد الحياة ! نعلم رجالا بعد إعدامهم أننا أخطأنا بحقهم.. وأردف: لا تقوم دولة إذا لم يكن هناك طاعة وهيبة للنظام، ماذا أفعل إذا كان الذي أخبرنا عنك كاذبا فمن يتحمل المسئولية أنا أم هو ؟
لعب الشيخ محمد معلم حسن دورا كبير في نشأة الحركات الإسلامية في الصومال، وأبرز تلك الحركات:
- حركة الأهل
- حركة الاتحاد الإسلامي
- هيئة علماء الصومال
- اتحاد المحاكم الإسلامية [15]

## جهوده في إصلاح المجتمع بعد انهيار الحكومة الصومالية
بعد انهيار الحكومة المركزية، واندلاع الحرب الأهلية كان -رحمه الله- من بين الأوائل الذين بذلوا جهودًا كبيرةً في إخماد الفتنة. وأسس مجلسًا للعلماء سماه “مجمع علماء الصومال”، واختير الشيخ لرئاسة المجلس. وكان هدف المجلس مشاركة الأمة في معاناتها الحديثة من جراء الحرب الأهلية، ومحاولة خلق ظروف آمنة للبلاد، والإصلاح بين الناس؛ إضافةً إلى مواجهة التحديات الدينية والأخلاقية من قبل الهيئات والمنظمات التنصيرية التي هيمنت على المنطقة، في ظل غياب هيكل حكومي. وأخذ دورا كبيرا في المصالحة بين الفرقاء الصوماليين حيث كان يجتهد في إصلاح ذات البين ، وكان من مؤسسي المحاكم الإسلامية في مقديشوا إبان الحرب إذ جاءت فكرة إنشائها من العلماء بقيادة الشيخ محمد معلم حسن .

## أثره على المدرسة التفسيرية في الصومال
ترك الشيخ محمد معلم مدرسة تفسيرية فريدة من نوعها بحيث لم يسبق مثلها أحد قبله في الصومال في القرن الماضي من حيث طريقة عرضه وأسلوبه الشيق الجذاب، وممن تأثر بمدرسته في التفسير:
- الشيخ أدم شيخ عبد الله المريحاني
- الشيخ محمد أو يوسف الأغاديني
- الشيخ مريدي حاج صوفي الشاشي
- الشيخ شريف شرفو
- عبد المجيد الجدلي
- الشيخ عبد القادر شيخ محمد عكاشة
- الشيخ محمود عيسى محمود

وآخرون كُثر 

## من أقواله
الإسلام نظام شامل فكل نواحي الحياة تطرقها فتحدث عن الفرد والمجتمع وتوازن الجسد والروح والأخلاق والآداب والنظافة والمحافظة علي البيئةحتى العلاج فالحمية رأس كل دواء والمعدة بيت الداء وتحدث الإسلام عن المسئوليات الكبيرة للإنسان بما فيها عمارة الأرض والخلافة لأن الله وهبه عقلا وفضله من سائر المخلوقات بذلك العقل  وقديما قيل إستراح من لا عقل له
التأخر الذي أصاب المسلمين سببه هجر الدين وقد انحطت أخلاق الفرد حتى أصبح كالأنعام وأنحطت قيم المجتمع فالزواج الإسلامي قد أهمله الغرب حتى ابتدع ما يسمي الزميلة والصديقة فأدت إلي التفكك الأسري الذي نراه اليوم
أرى أن تسمية عصر النهصة والتنوير في حضارة أوروبا ليس صحيحا لأن تطورهم لم يكن مكتملا فقد تطوروا في الماديات كالبنيان وغيرها ولكن الإنسانية تأخرت  لأن الإنسانية تتطور بالأخلاق والعدل في كل الأمور وبالتالي فالطبيعة والماديات تطورت ولكن الإنسانية تأخرت جدا
الدولة العصرية في مفهومي هي دولة متطورة وهادئة وعادلة ونظيفة وبعيدة عن الأخلاق الذميمة كالنميمة وأن يكون سكانها إخوانا متحابين وأن تكون بعيدة عن قسوة العيش وليس في الدنيا دولة عصرية تنعم بكل هذه الأمور إلا التي تريد تطبيق الشريعة الإسلامية في واقع حالها

## قيل عنه
"كان الشيخ محمد معلم من مؤسسي المحاكم في الصومال ومجمع علماء الصومال حيث أصبح أول رئيس لها فقد بدأ دراسة التفسير منذ عودته إلي الصومال وكذلك بعد إنهيار النظام سياد بري ، بدأ التفسير في مسجد التضامن الإسلامي ، وكان صاحب إيمان راسخ إذ وهب جميع حياته لخدمة الإسلام ، وكان وقافا عند حدود الدين وكان الناس بالنسبة له سواسية ، وكان سخيا وقائدا مجاهدا فذا من نوعه ، وكان رجلا حليما ورحيما ، وكان أبا للصحوة الإسلامية في الصومال ، وسيذكره الناس عن محاسنه ، وقد حزن عن وفاته جميع الصوماليين الذين عرفوه وعاصروه وأنه كان يحب أن يكون الشيخ حيا يرزق بين ظهرانيهم ولكن الدنيا لا تدوم لأحد فقد توفي اليوم ــ يعني يوم وفاته ــ داعية وعالم إسلامي كبير ومشهور والذي لا نستطيع أن نسد مكانه بسهولة" الشيخ أحمد عبدي طعسو الذي خلفه في مجمع علماء الصومال
"كان الشيخ محمد معلم متبحرا في العلوم الشرعية وهو من الراسخين في العلم الذين وهبهم الله بمنه وكرمه ملكة عظيمة في معرفة الدين الإسلامي ، حيث كان معظم الناس الذين نشروا الدين من تلاميذه الذين نهلوا من معين علمه واستفادوا من نصائحه ومواعظه وتفسيره القيم" الشيخ المفسر عمر فاروق
"كان الشيخ محمد معلم رجلا هادئا ذو أدب وأخلاق رفيعة وكان متصفا بقلة الكلام وكثرة الإنصات وكان يكره اللغو ، وكان كثير القراءة للقرآن الكريم وكان رجلا منفتحا يكثر المزاح حيث كان يمزحني شخصيا وكان يناديني أوكي شريف" الشيخ شريف عبد النور
"شكّلت وفاة الشيخ محمد معلم صدمة للعالم الإسلامي عامة وفي الصومال خاصة وإنني لا أعرف رجلا أسهم في نشر الدين الإسلامي وأثر الجيل الإسلامي الجديد فكريا وعلميا مثل تأثير الشيخ محمد معلم في مدة ثلاثين عاما مضت ، ،الموت حق ولكني حزين لفقدانه إذ لاننسني تربيته وتعليمه للطلاب في تفسير القرآن الكريم وتوجيهاته القيمة ، وكان رجلا فهاما ذو عقل نير وكبير وكان حافظا للقرآن الكريم وتعتبر وفاته خسارة لنا فقد مات في وقت تحتاجه الدعوة الإسلامية لأمثاله" عبد الغني شيخ أحمد آدم وزير العدل والشؤون الدينية في الصومال في حكومة محمد سياد بري

## وفاته
مرض الشيخ محمد معلم شهر فبراير عام 1999م، وأدخل مستشفى الملك فيصل التخصصي بالرياض. وتحسنت حالته الصحية، ثم أصيب بعدها في حادث مرور تعرض له في الرياض، وأعيد إلى المستشفى مرة أخرى. وعندما استعصى شفاؤه نقل إلى أحد المستشفيات في تورينو، توفي الشيخ محمد معلم حسن في مدينة تورينو الإيطالية عام 2000 بعد معاناة طويلة من المرض دامت عليه فترة ، ونقل جثمانه إلى العاصمة الصومالية مقديشو.

## أنظر أيضا
- عمر فاروق حاج عبدي سلطان